# Église Saint-Martin de Crespières
Pour les articles homonymes, voir Église Saint-Martin.
L'église Saint-Martin est une église catholique située à Crespières, en France.

## Localisation
L'église est située dans le département français des Yvelines, dans la commune de Crespières.

## Description
C'est un édifice de style roman.

## Historique
Remontant au XIIe siècle, elle est inscrite à l'inventaire supplémentaire des monuments historiques en 1950.